# Bies 1

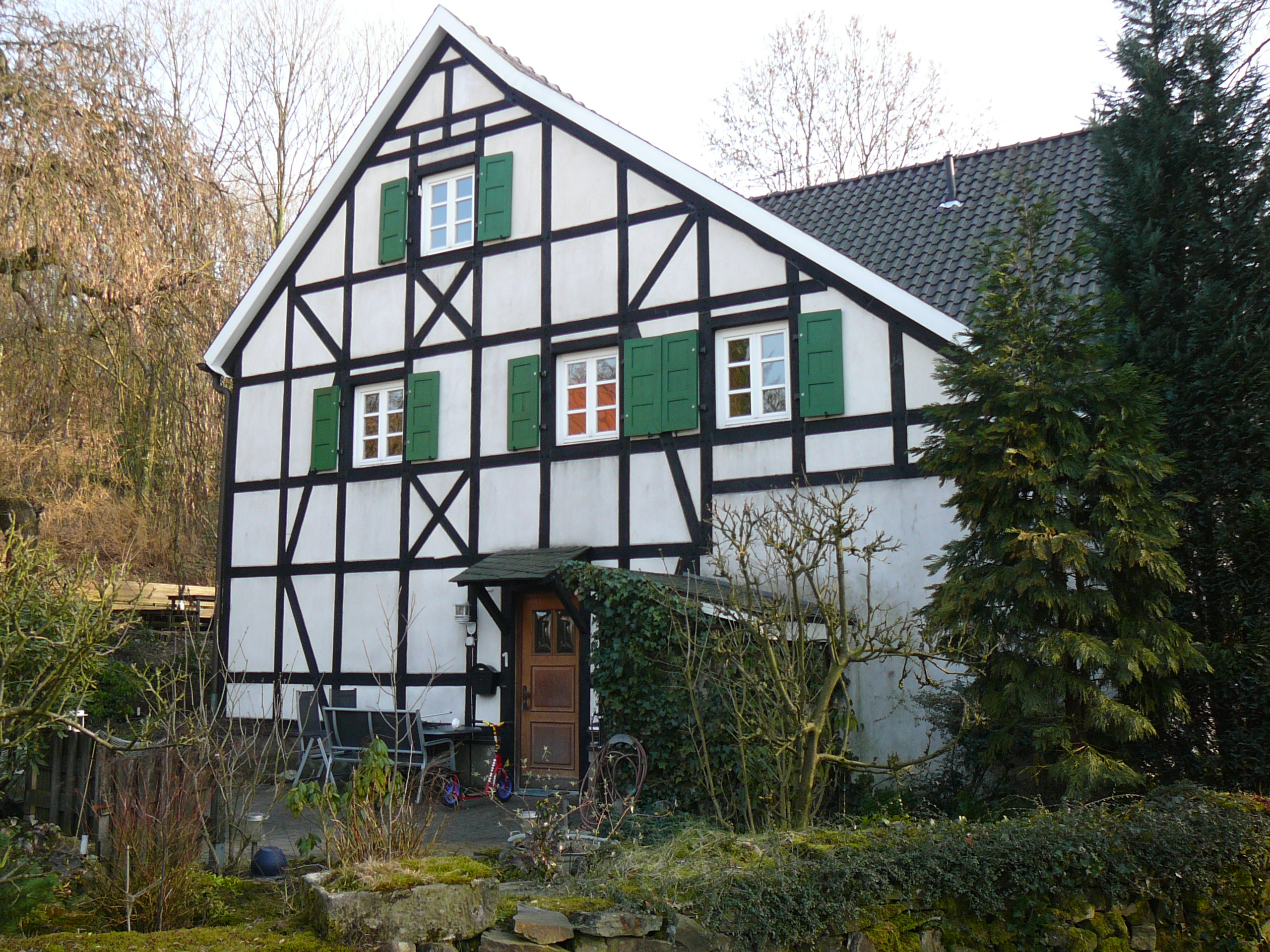
Wohnhaus Bies 1

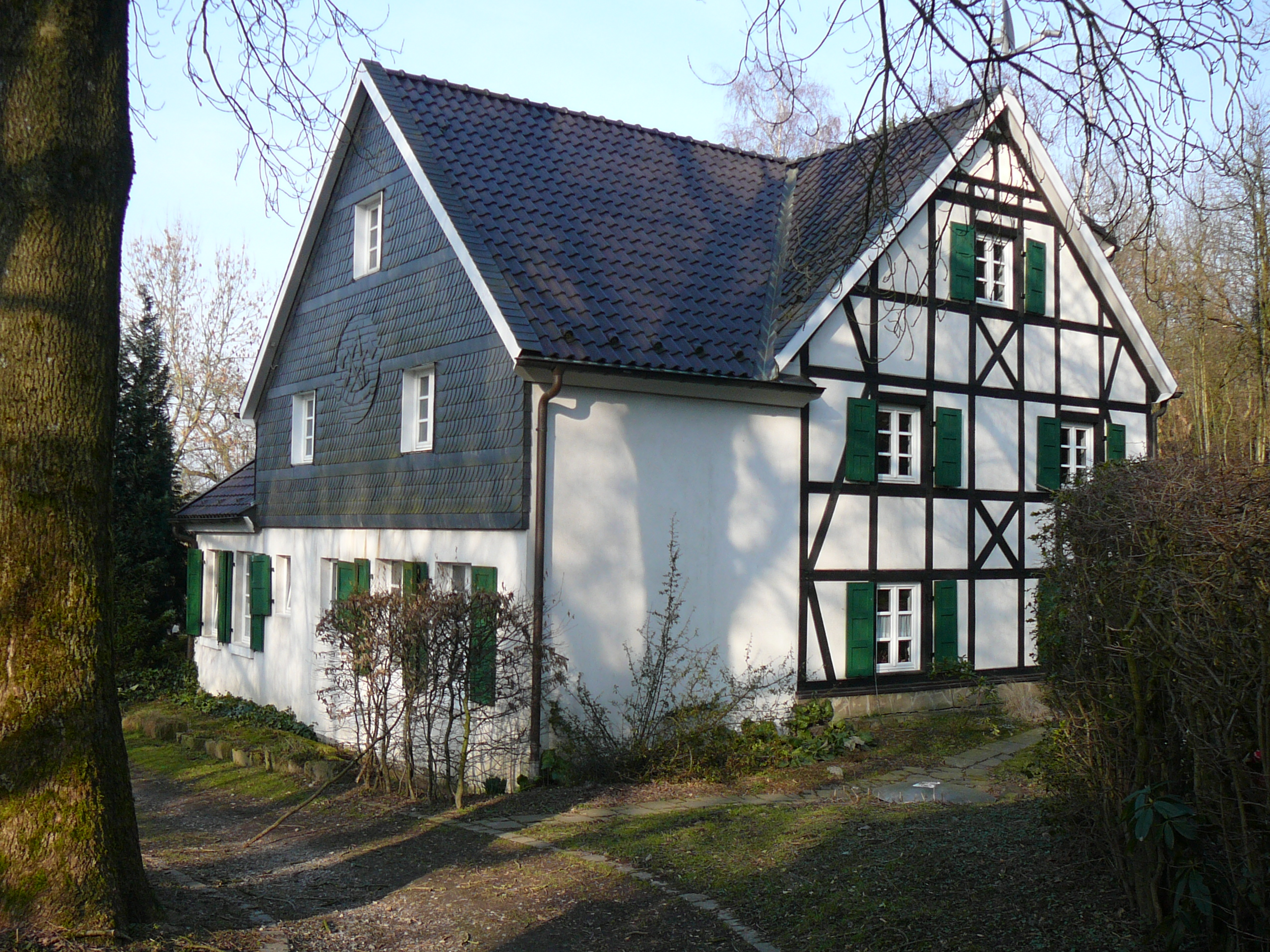
Wohnhaus Bies 1, Blick nach Norden

Das Wohnhaus Bies 1 ist ein Fachwerkhaus im Wohnquartier Höhe des Wuppertaler Stadtteils Vohwinkel.

## Baubeschreibung
Das zweigeschossige Haus ist ein Teil der historischen Gebäude des alten Siedlungsplatzes Bies (‚Hinterste Bies‘) und zählt mit zur ältesten Bausubstanz Vohwinkels. Die Untere Denkmalbehörde schätzt für dieses Gebäude eine Erbauungszeit um 1800.
Erschlossen wird das Haus von der nordwestlichen Giebelseite. Das Haus hatte ein Satteldach mit einem Zwerchhaus zur südwestlichen Seite erhalten, drei Dachgauben liegen zur nordöstlichen Seite. Die Fassaden sind teils verputzt, teils verbrettert ausgeführt, der Giebel des Zwerchhauses ist verschiefert.
Das Gebäude wurde, trotz des schlechten Erhaltungszustandes und trotz der Veränderungen am Gebäude, am 29. März 1985 als Baudenkmal in die Denkmalliste der Stadt Wuppertal eingetragen.